# Кonstantín Kàrlovitx Àlbrekht
Кonstantín Kàrlovitx Àlbrekht (alemany: Carl Friedrich August Albrecht)  (Elberfeld, 4 d'octubre de 1836 - Moscou, 26 de juny de 1893) va ser - violoncel·lista alemany, director de coral, compositor i professor que va treballar a Rússia. De 1883 a 1885 va exercir de director del Conservatori de Moscou.

## Biografia
Nascut a la família del famós compositor, director d'orquestra i professor de música Karl Franzevich Albrecht, que es va traslladar a l'Imperi rus a principis dels anys 1840. El pare de Karl va protagonitzar l'estrena de Ruslan i Liudmila de Mikhaïl Glinka al Teatre Bolxoi de Sant Petersburg el 1842. Des del 1854, Albrecht toca el violoncel a l'orquestra del Teatre Bolxoi, més tard va conèixer Txaikovski, que més tard va dedicar-li la Serenata per a l'orquestra de corda i Nikolai Rubinstein, amb qui va participar en l'organització de la Societat Musical Russa i el Conservatori de Moscou. Després de la seva obertura el 1866 va ser acceptat com a inspector i també va ensenyar cant i teoria de la música (fins al 1889). Albrecht entusiasta del cant coral, Albrecht es va convertir en un dels fundadors de la Societat Coral de Moscou (1878), va escriure un fulletó "Guia del cant coral segons el mètode digital de Sheve" (Moscou, 1868).
Sota l'editorial d'Albrecht es van publicar obres de cambra de Beethoven, Haydn, Mozart, Mendelssohn, Schubert, així com un catàleg temàtic complet d'obres vocals de Mikhaïl Glinka. És també l'autor de diversos romanços per a veu i piano.
A més del seu pare, tingué també dos germans molt bons músics Eugene (1842-1894) i Ludwig (1844-1899).